# كانيف
كانيف (بالأوكرانية: Канів) هي مدينة تقع في مقاطعة تشيركاسي، تشيركاسي أوبلاست في وسط أوكرانيا. تقع المدينة على نهر دنيبر، وهي أيضاً أحد الموانئ النهرية الداخلية الرئيسية على نهر دنيبر. تستضيف إدارة مجتمع كانيف الحضري، أحد مجتمعات أوكرانيا. ويبلغ عدد سكانها: 23172 نسمة (حسب تقديرات 2022).
كانيف مدينة تاريخية تأسست في القرن الحادي عشر على يد أمير كييف ياروسلاف الحكيم. تشتهر المدينة غالباً بموقع ضريح تاراس شيفتشينكو، الشاعر والفنان الأوكراني العظيم.
كانت مدينة كانيف ذات المناظر الخلابة والقديمة إحدى أكبر مدن كييف روس. في ذلك الوقت، كانت عبارة عن بؤرة استيطانية تستخدم للاجتماعات الدبلوماسية بين الأمراء الروثينيين وسفراء القبائل المتشددة. في وقت لاحق، من القرن الثامن عشر، أصبحت وجهة شهيرة للقوزاق المسنين، الذين أرادوا قضاء آخر أيامهم على ضفاف نهر دنيبر العظيم،[بحاجة لمصدر] وعلى جبل تشيرنيتشا، وفقاً للأسطورة، يوجد دير ظل شامخاً في الماضي. لا يزال الجبل أحد أهم الأماكن في كانيف، حيث يجذب آلاف السياح إلى المدينة المشهورة بضريح الشاعر والرسام الأوكراني الشهير تاراس شيفتشينكو، الذي يعتبر مؤسس الأدب الأوكراني المعاصر، والذي يقع على تل تاراس المطل على نهر دنيبر. تعد محمية كانيف أقدم محمية تاريخية وثقافية في أوكرانيا. يعتبر الربيع أفضل وقت لزيارة تل تاراس [الإنجليزية]. في هذا الوقت، تم إعداد المنطقة جيدًا ومليئة بالزهور.
تشمل المنشآت الصناعية في المدينة: محطة كانيف لتوليد الطاقة الكهرومائية [الإنجليزية] الواقعة على خزان كانيف [الإنجليزية] على نهر دنيبر، ومصنع الفواكه والخضروات، ومصنع التوابل، ومصنع الألبان والجبن الكبير، وتربية الدواجن.

## الآثار والمعالم الرئيسية
- تل تاراس - موقع دفن الشاعر والفنان الأوكراني تاراس شيفتشينكو
- ضريح ومتحف تاراس شيفتشينكو
- نصب تذكاري لأوليغ كوشيفوي، بطل الاتحاد السوفيتي
- متحف أركادي جيدار
- محطة كانيف للطاقة الكهرومائية
- الحديقة التذكارية للحرب العالمية الثانية
- نصب تذكاري للقديس مكاري من كانيف
- زقاق المجد (بارك سلافي)

### مدن التوأمة
لكانيف توأمة مع:
| المدينة                     | الدولة           | سنة التوقيع |
| --------------------------- | ---------------- | ----------- |
| فيرزن، شمال الراين-وستفاليا | ألمانيا          |             |
| سونوما، كاليفورنيا          | الولايات المتحدة |             |
| لامبيرسارت، نور با دو كاليه | فرنسا            |             |
| تشوخوف                      | بولندا           |             |

## معرض الصور

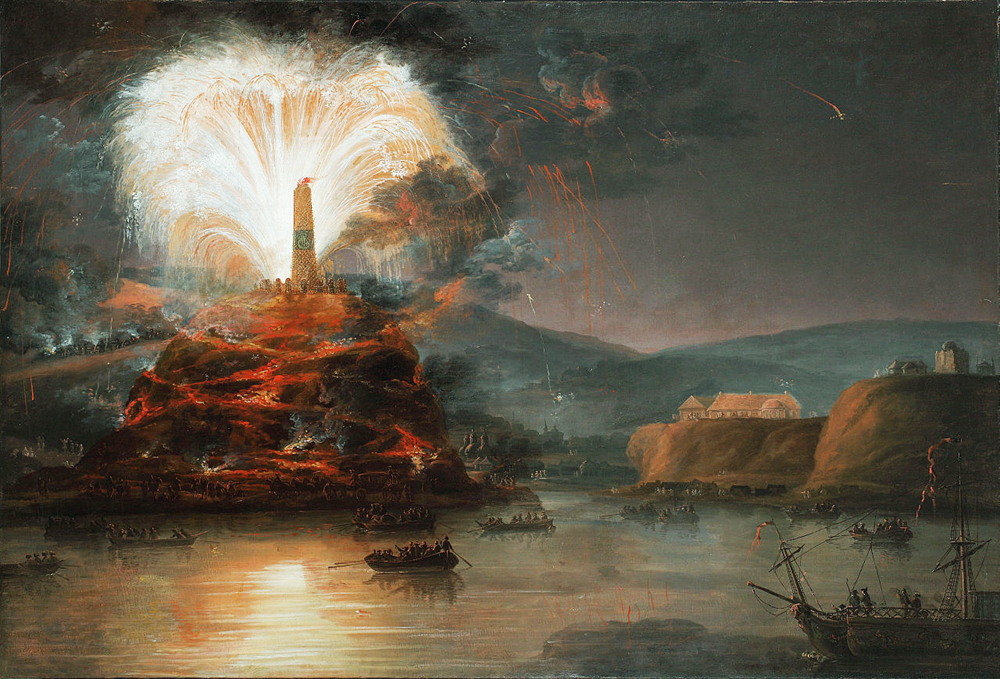
«الألعاب النارية في 1787 تكريماً لكاثرين الثانية» بواسطة جان بوغومي بليرز
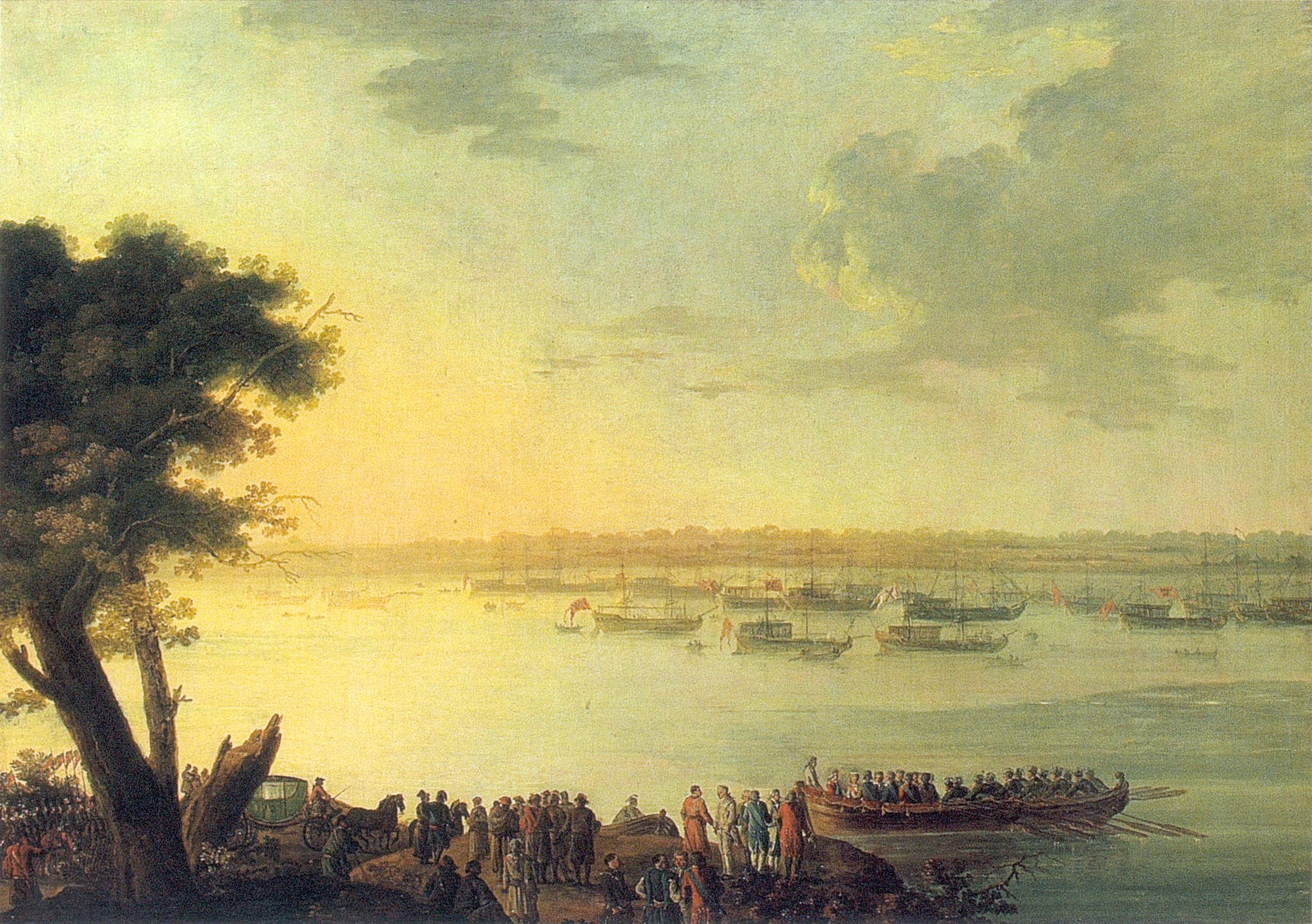
«كاثرين الثانية تغادر كانيف في 1787»، جان بوغوميتش بليرش.
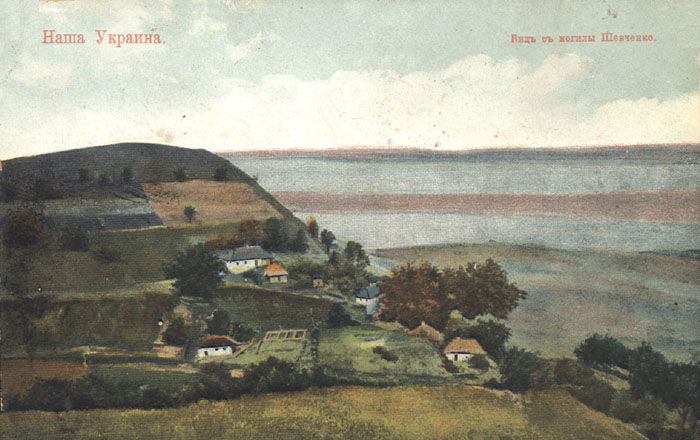
بطاقة بريدية من القرن التاسع عشر كُتب عليها باللغة الروسية «أوكرانيا بلدنا. منظر من ضريح شيفتشينكو»
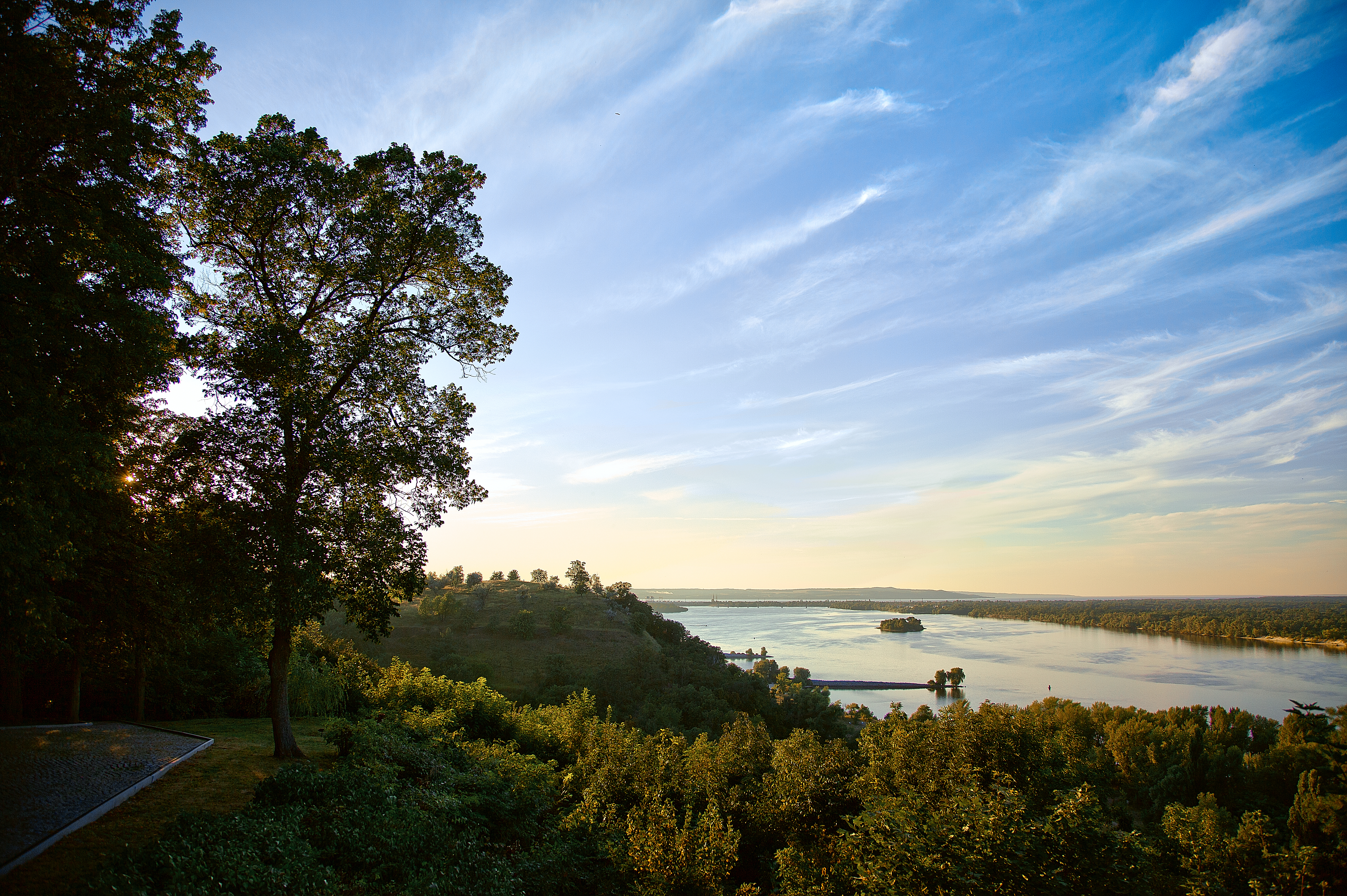
نهر دنيبر في كانيف
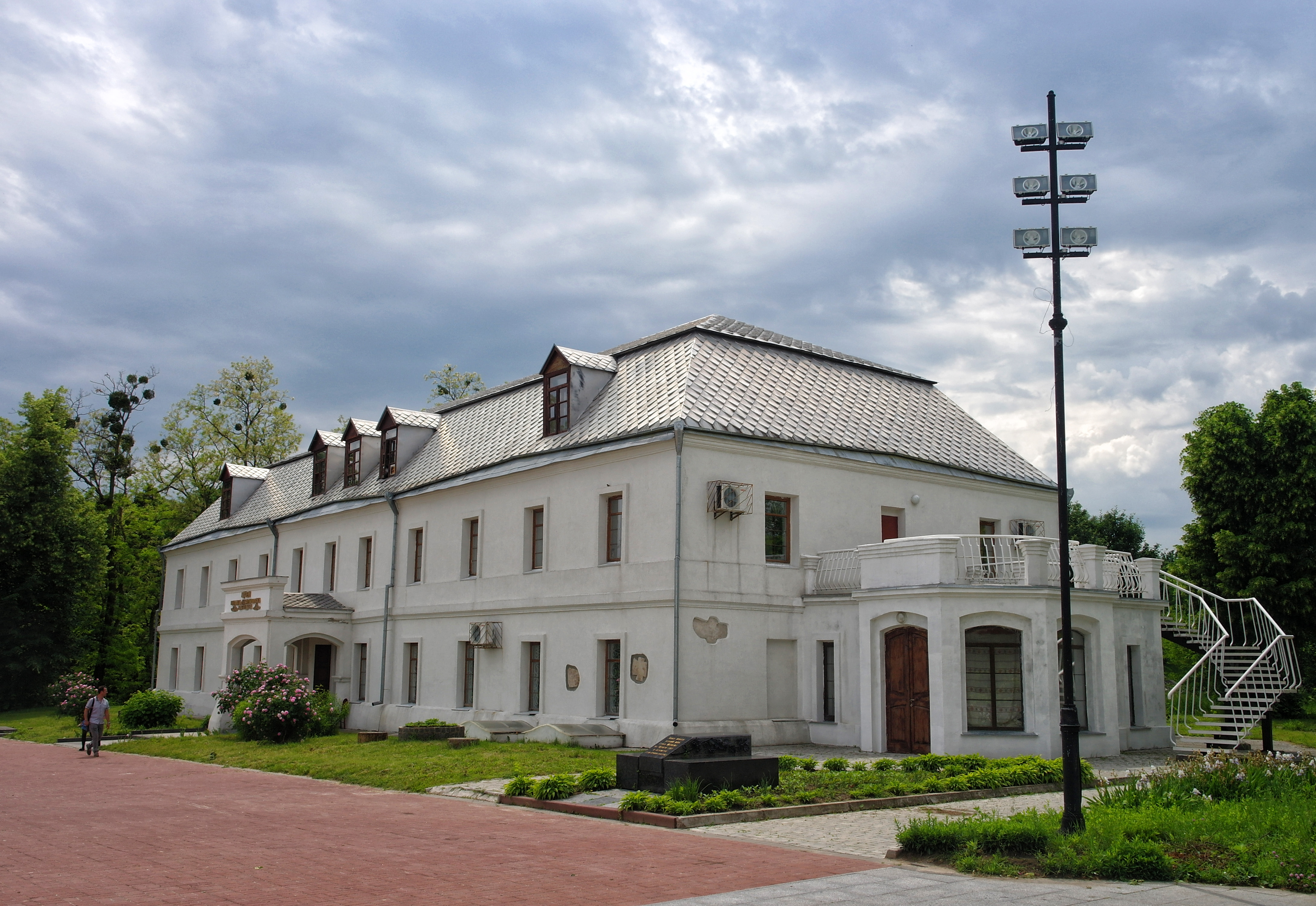
متحف كانيف للفنون الشعبية (مدرسة وسام القديس باسيل الكبير سابقاً)
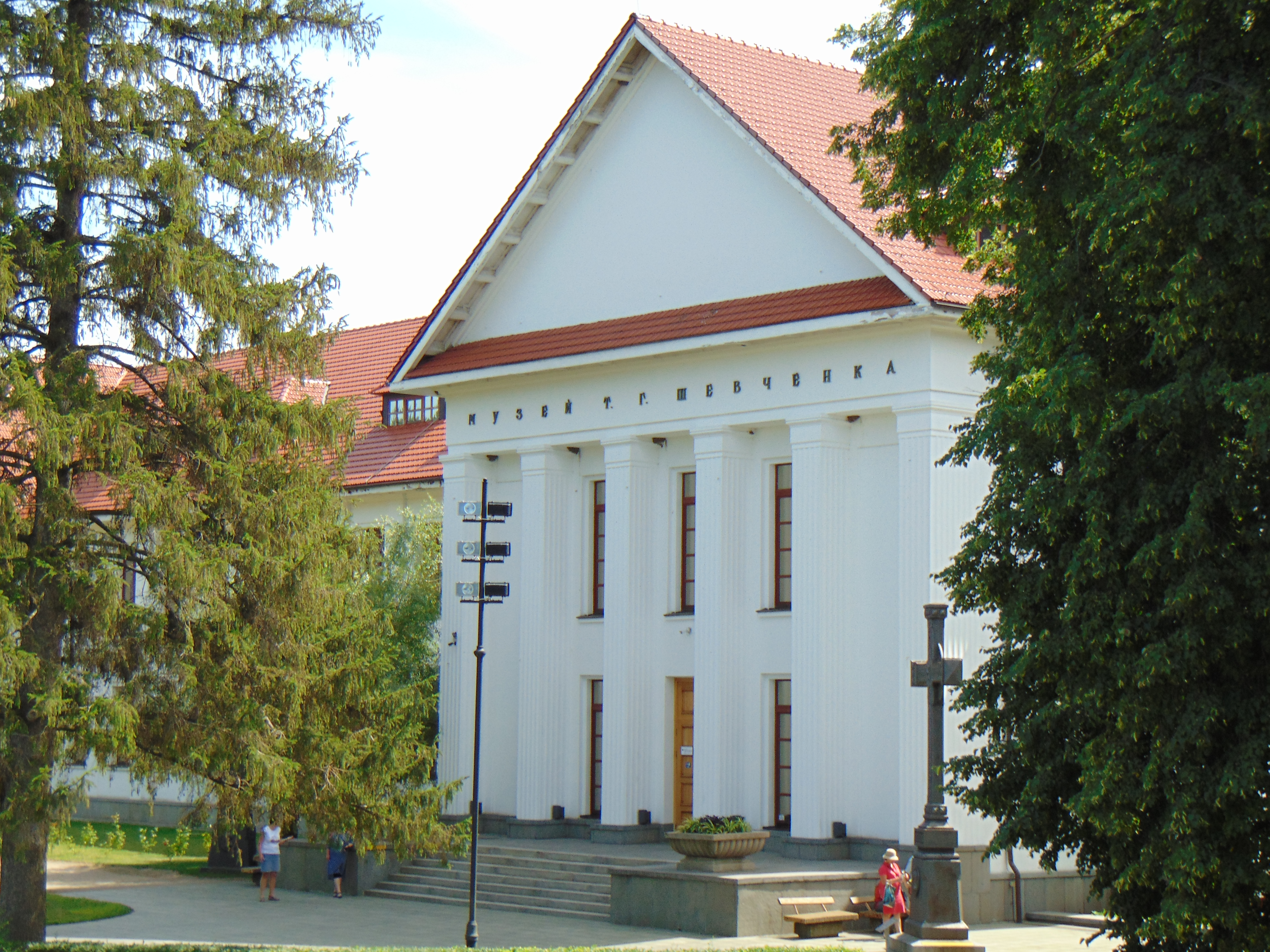
متحف تاراس شيفتشينكو